# Poramet Arjvirai
Poramet Arjvirai (Thai: ปรเมศย์ อาจวิไล; * 20. Juli 1998 in Bangkok), auch als Franz bekannt, ist ein thailändischer Fußballspieler.

## Karriere

### Verein
Poramet Arjvirai erlernte das Fußballspielen in der Schulmannschaft der Potinimitwittayakom School sowie in der Jugendakademie des Erstligisten Muangthong United. Hier unterschrieb er 2017 auch seinen ersten Vertrag. Der Verein aus Pak Kret, einem nördlichen Vorort der Hauptstadt Bangkok, spielte in der ersten Liga, der Thai League. Das erste Jahr wurde er an den Drittligisten Udon Thani FC nach Udon Thani ausgeliehen. Von Februar bis Mai 2018 wurde er an den ebenfalls in der dritten Liga spielenden Bangkok FC ausgeliehen. Im Juni 2018 kehrte er nach der Ausleihe zu Muangthong zurück. Mit Muangthong stand er am 16. Juni 2024 im Finale des Thai League Cup. Hier verlor man mit 1:0 gegen den Erstligisten BG Pathum United FC. Am 24. Mai 2025 stand er mit Muangthong im Finale des FA Cups, das man mit 3:2 gegen den Meister Buriram United verlor. Im Sommer 2025 zog es Arjvirai nach Japan. Hier unterschrieb er in Iwata einen Vertrag beim Zweitligisten Júbilo Iwata.

### Nationalmannschaft
Nachdem der Stürmer schon bei diversen thailändischen Jugendauswahlen zum Einsatz gekommen war, debütierte Arjvirai am 11. Dezember 2022 für die A-Nationalmannschaft in einem Testspiel gegen Myanmar. Beim 6:0-Erfolg im heimischen Thammasat Stadium wurde er in der 67. Minute für Adisak Kraisorn eingewechselt. Mit der Auswahl gewann er kurze Zeit später die Südostasienmeisterschaft, dabei schoss Arjvirai im Final-Hinspiel gegen Vietnam (2:2) auch seinen ersten Treffer. Im Oktober 2024 nahm er mit der Mannschaft am King’s Cup 2024 teil. Im Endspiel am 14. Oktober 2024 im Tinsulanon Stadium in Songkhla besiegte man das Team aus Syrien mit 2:1.

## Erfolge

### Verein
Muangthong United
- Thailändischer Ligapokalfinalist: 2023/24
- Thailändischer Pokalfinalist: 2024/25

### Nationalmannschaft
- Südostasienmeisterschaft: 2022
- King’s Cup: 2024